# Бомбардировка Бари

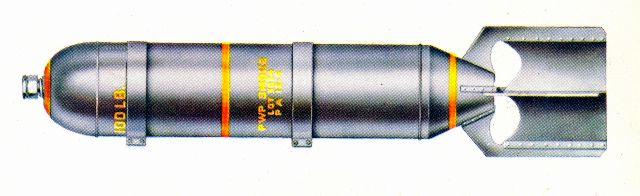
Химическая бомба M47A1.

Бомбардировка Бари — одна из самых успешных операций немецкой авиации за всю Вторую мировую войну. Всего за 20 минут налёта 2 декабря 1943 года люфтваффе сумели потопить и уничтожить 28 грузовых судов противника и повредить ещё 12. По итогам обстрела погибло около 1000 моряков и работников порта. Кроме того, в результате повреждения американского судна «Джон Харви» произошёл выброс ядовитого газа иприта. 628 человек, в числе которых были мирные жители, были госпитализированы с симптомами отравления, 83 из них умерли. За свою внезапность и результативность налёт на Бари был прозван «европейским Пёрл-Харбором», поскольку за всю Вторую мировую войну, за исключением японской атаки на Пёрл-Харбор, ни разу не было потоплено такое большое количество кораблей одним ударом. Вследствие значительных потерь провианта, персонала и боеприпасов, итальянская кампания западных союзников по антигитлеровской коалиции была надолго приостановлена.

## Описание
Вечером 2 декабря 1943 года союзники (США и Великобритания) стремились разгрузить скопившиеся в порту города Бари (один из крупнейших портов Южной Италии) военные суда. В порту находились около 40 судов американского, британского, польского, норвежского и голландского регистров. Порт был освещён в ночь рейда, чтобы ускорить выгрузку припасов для битвы при Монте-Кассино и работал на полную мощность. Воспользовавшись этим, 96 немецких бомбардировщиков Ju-88, базировавшиеся недалеко от Милана, совершили налёт и бомбардировали Бари.
Двадцать восемь торговых судов с грузом более 30 тыс. тонн были потоплены или уничтожены; позже были спасены три корабля, перевозившие еще 7 тыс. тонн. Ещё 12 кораблей были повреждены. Порт был закрыт на три недели и полностью восстановлен только в феврале 1944 года.
Среди потопленных судов был транспорт «Джон Харви» (англ. SS John Harvey) типа «Либерти» с грузом иприта, принадлежавшего американской армии (2000 бомб M47A1). В результате прямого попадания, в первые же минуты судно с экипажем пошло ко дну. При этом, хотя химические бомбы были без взрывателей, многие из них получили повреждения. В результате утечки иприта значительное количество военного персонала и местного мирного населения получили серьёзные отравления, в том числе со смертельным исходом. При этом, бо́льшая часть отравляющего вещества всё-таки ушла в открытое море.
Ситуацию значительно усугубил режим секретности союзников, в результате которого врачи (в том числе и военные) не знали о наличии боевого отравляющего вещества, а потому не могли правильно поставить диагноз. Например, последний отравившийся умер через месяц после бомбёжки. Количество жертв иприта точно не известно. Большое количество общих жертв атаки от взрывов и пожаров не способствовало точному определению той части из них, которая пострадала от отравления ипритом.
Моряки эсминца «Бистера» (англ. USS Bistera) не пострадали от обстрела, однако после взятия курса на Таранто практически весь экипаж почувствовал резь в глазах, и корабль пришвартовывался в порту практически вслепую.
| Название             | Флаг            | Тип                                    | Тоннаж, брутто-регистровых тонн (брт), или водоизмещение (т.) | Статус     | Примечания |
| -------------------- | --------------- | -------------------------------------- | ------------------------------------------------------------- | ---------- | --- |
| FV Ardito            | Италия          |                                        | 3.732 брт                                                     | Потоплено  | |
| SS Argo              | Италия          | Каботажное судно                       | 526 брт                                                       | Повреждено | |
| SS Aube              | Франция         | Грузовое судно                         | 1.055 брт                                                     | Потоплено  | |
| MV Barletta          | Италия          | Вспомогательный крейсер                | 1.975 брт                                                     | Потоплено  | Погибли 44 члена экипажа корабля; также погибли 4 человека из военной команды и ранены ещё 4. (??) Из состава военной команды погибло 22 чел., 14 пропало без вести и 40 ранено. В 1948–1949 годах корабль был поднят и отремонтирован. |
| HMS Bicester         | Великобритания  | Эскортный миноносец типа «Хант»        | 1.050 брт                                                     | Повреждено | |
| SS Bollsta           | Норвегия        | Грузовое судно                         | 1.832 брт                                                     | Потоплено  | Поднят в 1948 году, отремонтирован и вернулся в строй под именем Stefano M.[4]. |
| SS Brittany Coast    | Великобритания} | Грузовое судно                         | 1.389 брт                                                     | Повреждено | |
| SS Cassala           | Италия          | Грузовое судно                         | 1.797 брт                                                     | Уничтожено | |
| SS Corfu             | Италия          | Грузовое судно                         | 1.409 брт                                                     | Уничтожено | |
| SS Crista            | Великобритания  | Грузовое судно                         | 1.389 брт                                                     | Повреждено | |
| SS Dagö              | Латвия          | Грузовое судно                         | 1.996 брт                                                     | Повреждено | |
| MV Devon Coast       | Великобритания  | Каботажное судно                       | 646 брт                                                       | Потоплено  | |
| SS Fort Athabaska    | Великобритания  | Грузовое судно (транспорт типа «Форт») | 7.132 брт                                                     | Потоплено  | |
| SS Fort Lajoie       | Великобритания  | Грузовое судно (транспорт типа «Форт») | 7.134 брт                                                     | Потоплено  | |
| SS Frosinone         | Италия          | Грузовое судно                         | 5.202 брт                                                     | Потоплено  | |
| SS Genespesca II     | Италия          | Грузовое судно                         | 1.628 брт                                                     | Потоплено  | |
| SS Goggiam           | Италия          | Грузовое судно                         | 1.934 брт                                                     | Уничтожено | |
| SS Grace Abbott      | США             | транспорт типа «Либерти»               | 7.191 брт                                                     | Повреждено | |
| Inaffondabile        | Италия          | Шхуна                                  | Неизвестно                                                    | Потоплено  | |
| SS John Bascom       | США             | транспорт типа «Либерти»               | 7.176 брт                                                     | Потоплено  | Погибли 4 члена экипажа, 10 человек из военной команды Остатки судна сданы на слом в 1948 году. |
| SS John Harvey       | США             | транспорт типа «Либерти»               | 7.177 брт                                                     | Потоплено  | Перевозил бомбы с ипритом. Погибло 36 членов экипажа, 10 солдат и 20 человек из военной команды. Остатки судна сданы на слом в 1948 году.                                                                                               |
| SS John L. Motley    | США             | транспорт типа «Либерти»               | 7.176 брт                                                     | Потоплено  | Перевозил боеприпасы. Погибло 36 членов экипажа и 24 человека из военной команды. |
| SS John M. Schofield | США             | транспорт типа «Либерти»               | 7.181 брт                                                     | Повреждено | |
| SS Joseph Wheeler    | США             | транспорт типа «Либерти»               | 7.176 брт                                                     | Потоплено  | Погибли 26 членов экипажа и 15 человек из военной команды. Остатки судна сданы на слом в 1948 году. |
| SS Lars Kruse        | Великобритания  | Грузовое судно                         | 1.807 брт                                                     | Потоплено  | Погибли 19 членов экипажа. |
| SS Lom               | Норвегия        | Грузовое судно                         | 1.268 брт                                                     | Потоплено  | Погибли 4 члена экипажа. |
| SS Luciano Orlando   | Италия          | Грузовое судно                         | Неизвестно                                                    | Потоплено  | |
| SS Lwów              | Польша          | Грузовое судно                         | 1.409 брт                                                     | Потоплено  | |
| SS Lyman Abbott      | США             | транспорт типа «Либерти»               | 7.176 брт                                                     | Повреждено | |
| MB 10                | Италия          | Вооружённый катер                      | Водоизмещение 13 тонн                                         | Потоплено  | |
| SS Norlom            | Норвегия        | Грузовое судно                         | 6.326 брт                                                     | Потоплено  | Погибли 6 членов экипажа погибли. Поднят в ноябре 1946 года, сдан на слом в 1947 году. |
| SS Odysseus          | Нидерланды      | Грузовое судно                         | 1.057 брт                                                     | Повреждено | |
| SS Porto Pisano      | Италия          | Каботажное судно                       | 226 брт                                                       | Потоплено  | |
| SS Puck              | Польша          | Грузовое судно                         | 1.065 брт                                                     | Потоплено  | |
| SS Samuel J. Tilden  | США             | транспорт типа «Либерти»               | 7.176 брт                                                     | Потоплено  | Погибли 10 членов экипажа, 14 американских и 3 британских солдат.. Остатки судна сданы на слом в 1948 году. |
| SS Testbank          | Великобритания  | Грузовое судно                         | 5.083 брт                                                     | Потоплено  | Погибло 70 человек. |
| SS Vest              | Норвегия        | Грузовое судно                         | 5.074 брт                                                     | Повреждено | |
| HMS Vienna           | Великобритания  | Плавсклад                              | 4.227 брт                                                     | Повреждено | |
| SS Volodda           | Италия          | Грузовое судно                         | 4.673 брт                                                     | Потоплено  | |
| HMS Zetland          | Великобритания  | Эскортный миноносец типа «Хант»        | 1.050 брт                                                     | Повреждено | |